# رون سيراس
رون سيراس هو نقابي وسياسي أمريكي، ولد في 10 يوليو 1935 في فلاتوود في الولايات المتحدة، وتوفي في 28 فبراير 2006 في ليكسينغتون في الولايات المتحدة بسبب ورم المتوسطة. نشط حزبياً في الحزب الديمقراطي. وقد انتخب عضو مجلس نواب كنتاكي ‏.